# Bryocrumia vivicolor
Bryocrumia vivicolor là một loài Rêu trong họ Hypnaceae. Loài này được (Broth. & Dixon) W.R. Buck mô tả khoa học đầu tiên năm 1987.